# Kong Georgs Vej (Frederiksberg)
 For alternative betydninger, se Kong Georgs Vej. (Se også artikler, som begynder med Kong Georgs Vej)
Kong Georgs Vej er en vej i Mariendalsvej-kvarteret i Mariendals Sogn på Frederiksberg i København. Den går fra Falkoner Allé i øst til Nordre Fasanvej i vest og løber parallelt med Dronning Olgas Vej, Mariendalsvej, Holger Danskes Vej og Godthåbsvej.
Mellem Falkoner Allé og Kronprinsesse Sofies Vej ligger primært store villaer med en mindre forhave foran og bagved baghuse med erhverv. Fra Kronprinsesse Sofies Vej videre mod Nordre Fasanvej ligger etagebyggeri, herunder især de boligblokke, der blev bygget i 1974 på det sted, hvor arbejderbryggeriet Stjernen tidligere havde ligget. På den anden side af vejen finder vi især en integreret børneinstitution, Børnehuset Valhalla. I vejens villaområde ligger den private børnehave Mariehønen i nr. 40, og i nr. 3 ligger plejehjemmet Betaniahjemmet. Kong Georgs Vej 41 er bygget i 1904 i jugendstil til øjenlæge Edmund Jensen, og den er erklæret bevaringsværdig og præmieret af kommunen.

## Historie
Vejen blev anlagt af kreaturkommissær Niels Josephsen, der udstykkede gården Mariendal. Han var en stor beundrer af det græske kongehus og besluttede sig for at opkalde nogle af gaderne i kvarteret efter dets medlemmer. Kong Georgs Vej blev således opkaldt efter den danskfødte prins Vilhelm (broder til kong Frederik 8.), der var blevet kronet som Georg 1. af Grækenland i 1863. Josephsen opførte Villa Athen på Kong Georgs Vej til kong Georg, men gaven blev afslået, og villaen er senere blevet nedrevet.